# Apopa
Apopa est une municipalité du département de San Salvador au Salvador. Elle est probablement la septième plus grande ville du Salvador avec un peu plus de 150 000 habitants, la ville est maintenant liée à Soyapango et San Salvador, et fait partie de l'Aire Métropolitaine de San Salvador qui rassemble 1,9 million de personnes d'après les estimations de 2010.